# Joseph Eugène Schneider
Joseph Eugène Schneider, (29 de març de 1805, a Bidestroff - 27 de novembre de 1875, a París) va ser un industrial i polític francès, fundador de la dinastia dels metal·lúrgics dels Creusot.
El seu cognom apareix inscrit a la Torre Eiffel.

## Biografia
Fill d'Antoine Schneider (1759-1828), notari reial i conseller general de la Moselle i d'Anne-Catherine Durand, però aviat es quedà orfe, cosí germà del general Virgile Schneider, i germà menor d'Adolphe Schneider, Eugène Schneider començà a treballar modestament a una casa de comerç de Reims, després a la banque Seillière. Als vint anys ja va dirigir les forges de Bazeilles.
Quan el seu germà Adolphe va ser nomenat director general del Creusot (1833), Eugène Schneider, va dirigir Schneider et Cie el 1836. L'any següent es casà amb Clémence Lemoine des Mares, filla del diputat Gilles Lemoine des Mares, un ric banquer i neta del baró André Poupart de Neuflize (1752-1814). Van tenir una filla, Félicité (casada amb el ministre Alfred Deseilligny), i un fill, Henri. El 1845, el seu germà Adolphe Schneider morí, Joseph-Eugène va ser elegit conseller general del cantó de Couches i Montcenis.
El 1864, va ser el primer president de la banca Société générale. Va ser batlle de Creusot des de 1866 fins a 1870. També va ser president de l'Assemblée nationale française de 1867 a 1870.
Va obtenir la Grand-croix de la Légion d'honneur.

## Bibliografia

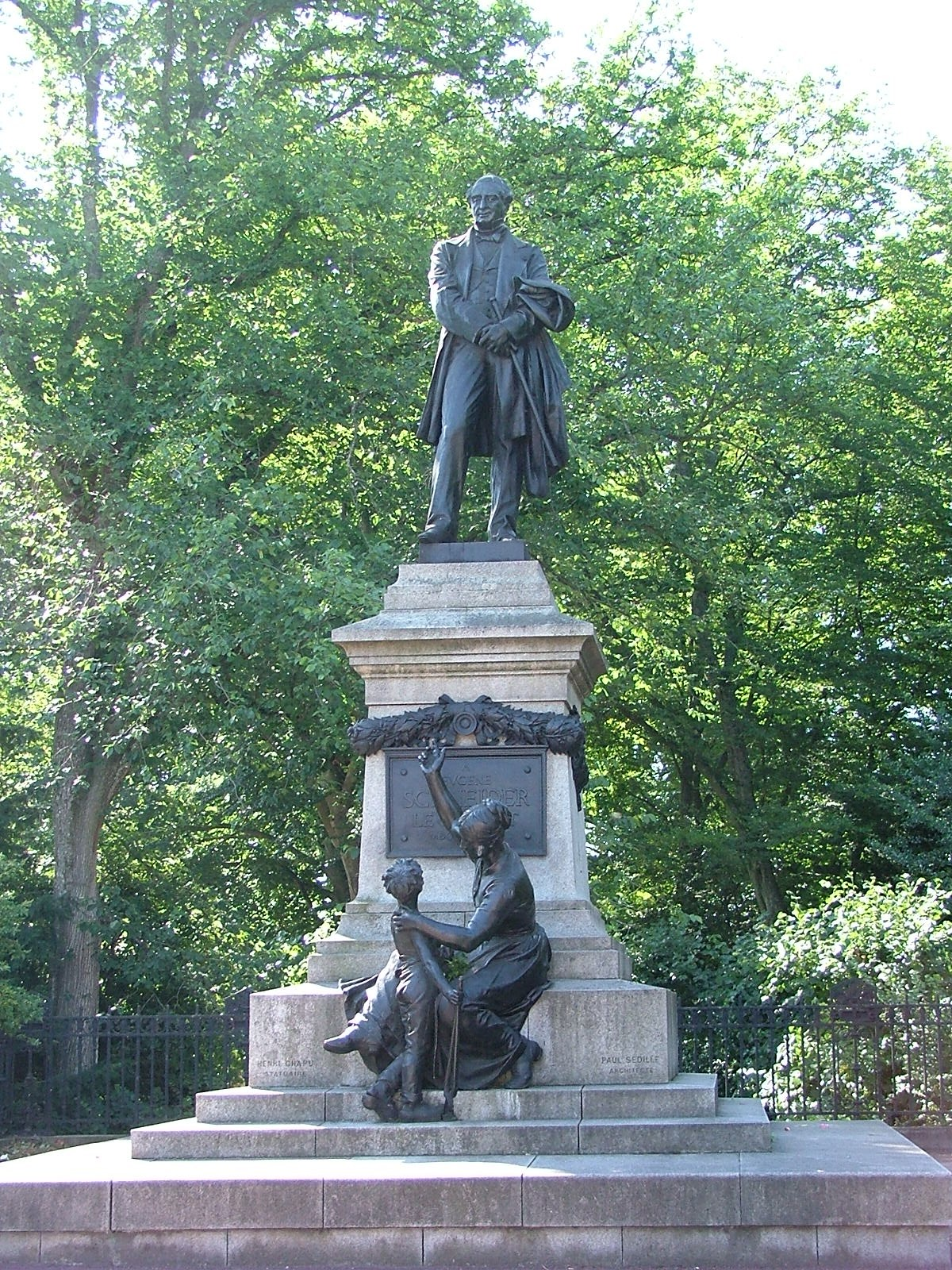
Estàtua d'Eugène Schneider